# 16.º Regimiento de Artillería de la Luftwaffe
El 16.º Regimiento de Artillería de la Luftwaffe (16. Luftwaffen-Artillerie-Regiment) fue una unidad de la Luftwaffe durante la Segunda Guerra Mundial. 

## Historia
Fue formado el 1 de diciembre de 1942 en Groß-Born. El 1 de noviembre de 1943 pasó bajo el control total del Ejército, y renombrado como el 16.º Regimiento de Artillería (L), excepto del III Batallón que se convierte en el I Batallón/53.º Regimiento Antiaéreo.

## Comandantes
- Teniente coronel Walther Palitzsch - (diciembre de 1942 - 1 de noviembre de 1943)

## Orden de Batalla
Organización
- I Batallón/1.ª Escuadrilla, 2.ª Escuadrilla, 3.ª Escuadrilla
- II Batallón/4.ª Escuadrilla, 5.ª Escuadrilla
- III Batallón/6.ª Escuadrilla, 7.ª Escuadrilla, 8.ª Escuadrilla, 9.ª Escuadrilla
- 1.ª Columna Ligera de Transporte
- 2.ª Columna Ligera de Transporte
- 3.ª Columna Ligera de Transporte
- 4.ª Columna Ligera de Transporte

## Servicios
- ? - 1943: Bajo la 16.ª División de Campo de la Fuerza Aérea.